# ボエパス航空2283便墜落事故
ボエパス航空2283便墜落事故（ボエパスこうくう2283びんついらくじこ） は、2024年8月9日にブラジルのサンパウロで発生した航空事故である。
事故機には乗員乗客62人が搭乗していたが全員が死亡した。

## 飛行の詳細

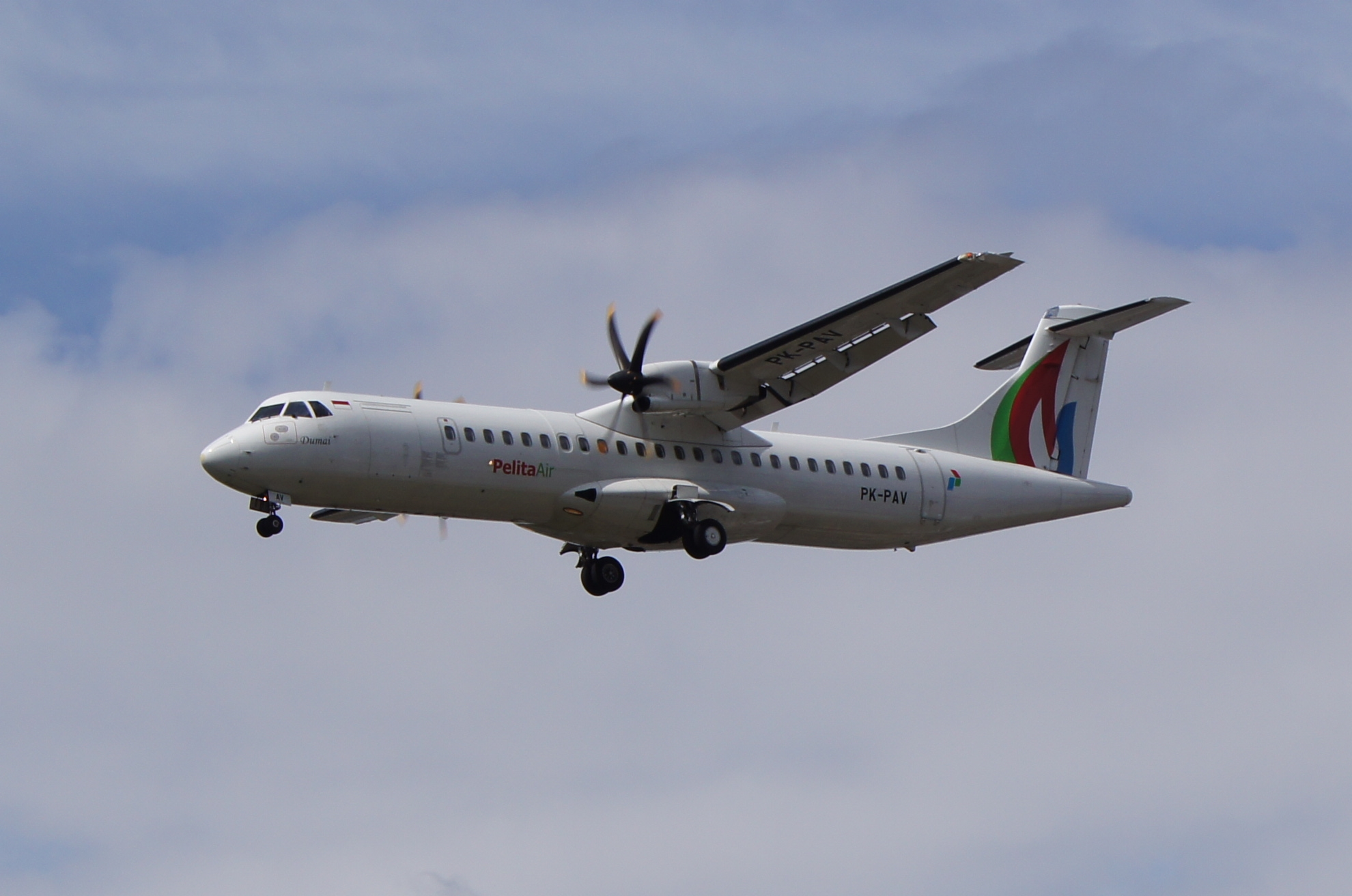
2017年2月に撮影された事故機

事故機のATR 72-500（機体記号PS-VPB）は、製造番号908として製造され、2010年に製造されたものである。

## 事故
航空機はパラナ州カスカベルからサンパウロに向けて飛行していた。消防隊員らは、現地時間13時30分頃に飛行機との連絡が途絶えた後、飛行機がサンパウロ州ヴィニェードに墜落したと報告した。予備データによると、同機の降下率は毎分13,000フィートに達した。同機はカペラ地区の住宅街にあるマンションの近くに墜落したが、地上での負傷者の報告はない。 飛行機が墜落した際に数軒の家屋も被害を受けたと報告されている。
墜落前の飛行機の動画はSNSで広く共有されており、機体がわずかに機首を下げた状態で下向きに回転している様子が映されている。ブラジルのテレビニュース局グロボニュースはオリンピック中継を中断し、飛行機の胴体から広範囲に及ぶ大量の炎と煙が上がっている墜落現場の映像を放送した。

## 余波
墜落のニュースが報じられた当時、同国南部で開かれていたイベントに出席していた第39代ブラジル連邦共和国大統領ルイス・イナシオ・ルーラ・ダ・シルヴァは、乗客乗員に対し黙祷を捧げた。

## 調査
ブラジル航空事故調査予防センター（CENIPA）は墜落事故の調査を開始した。フランス航空事故調査局（BEA）とカナダ運輸安全委員会（TSB）が、それぞれATR 72とプラット・アンド・ホイットニー・カナダ社製エンジンの製造国を代表して調査に参加した。
CENIPAは事故当日、コックピットボイスレコーダー（CVR）とフライトデータレコーダー（FDR）が回収されたと発表した。8月11日にはCVRとFDRの両方から全てのデータが復元された。事故機の墜落原因は主翼の着氷による失速の可能性があるとBBCが報じた。